# Tiago Guina
Guina, de son vrai nom Tiago de Almeida Ignatiuk Wanderley, né le 11 juin 1985 à Rio de Janeiro est un joueur de futsal international brésilien de futsal.
Guina débute au Brésil, par le club de Minas. Il rejoint ensuite l'Espagne et ElPozo Murcie FS avant de revenir dans son pays natal, à Joinville. Après trois ans au Koweït, Guina rejoint le club brésilien d'ADC Intelli à Orlândia en 2015 puis Florianopolis et Marreco. En 2018, il arrive en France, au Orchies Pévèle FC et dispute le titre de champion de France chaque année.

## Biographie

### Débuts en club
Au Brésil, Guina effectue des passages par Minas, Joinville et Petrópolis. Entre temps, l'athlète joue pour El Pozo Murcie, en Espagne.
En janvier 2015, après trois ans au Koweït, Guina rejoint le club brésilien d'ADC Intelli à Orlândia. En novembre 2015, Guina inscrit les deux buts de son équipe Orlândia lors du deuxième match des quarts de finale de la Copa Paulista.

### Cadre d'Orchies/Mouvaux
En novembre 2018, Tiago Guina signe en deuxième division française, au Orchies Pévèle FC,. Il y retrouve Lucas Diniz et Conrado Sampaio, croisés au Brésil et qui le convainquent de signer au OPFC. Il porte le numéro 3, en remplacement de Cristiano Scandolara reparti au Brésil pour raisons familiales. Guina arrive dans le Nord de la France avec sa femme et ses enfants.
Tiago Guina marque un quadruplé lors de son premier match de championnat. L'équipe remporte son groupe de D2 et est promue en championnat de France dès la première saison de Guina.
Dès la remontée du club en D1, il termine à la deuxième place au moment de l'arrêt de la compétition pour cause de Covid-19. Auteur de dix buts en championnat, Guina est élu meilleur joueur du club et deuxième meilleur joueur du championnat. Fin mai 2020, il prolonge à Orchies.
Blessé en début de saison 2020-2021, le nouveau Mouvaux LMF dispute le titre à l'ACCS pour une nouvelle deuxième place finale.

### En équipe nationale
Guina fait partie de l'équipe brésilienne qui participe à la Coupe des confédérations de futsal, disputée début 2014 (it) au Koweït, et termine à la troisième place avec l'équipe nationale (deux buts pour Guina dans la compétition).
En novembre 2018, au moment de sa signature en France au Orchies Pévèle FC, Tiago Guina comptabilise 58 sélections et trente buts avec l’équipe nationale du Brésil,.

## Style de jeu
Lors de ses absences, sa technique, son expérience et sa vision du jeu manquent à ses équipes. Il est décrit comme un créateur, dynamiteur de jeu et finisseur hors pair.

## Statistiques
| Saison                | Club                    | Championnat           | Championnat | Championnat | Coupe(s) nationale(s) | Coupe(s) nationale(s) | Compétition(s) continentale(s) | Compétition(s) continentale(s) | Compétition(s) continentale(s) | Brésil | Brésil | Total | Total |
| Saison                | Club                    | Division              | M.          | B.          | M.                    | B.                    | Comp.                          | M.                             | B.                             | M.     | B.     | M.    | B.    |
| 2005                  | Minas                   | D1                    | -           | -           | -                     | -                     | -                              | -                              | -                              | -      | -      | 0     | 0     |
| 2006                  | Minas                   | D1                    | -           | -           | -                     | -                     | -                              | -                              | -                              | -      | -      | 0     | 0     |
| 2006-2007             | El Pozo Murcia          | D1                    | -           | -           | -                     | -                     | -                              | -                              | -                              | -      | -      | 0     | 0     |
| 2008                  | Joinville Esporte Clube | D1                    | -           | -           | -                     | -                     | -                              | -                              | -                              | -      | -      | 0     | 0     |
| 2009                  | Joinville Esporte Clube | D1                    | -           | -           | -                     | -                     | -                              | -                              | -                              | -      | -      | 0     | 0     |
| 2010                  | Joinville Esporte Clube | D1                    | -           | -           | -                     | -                     | -                              | -                              | -                              | -      | -      | 0     | 0     |
| 2011                  | Joinville Esporte Clube | D1                    | -           | -           | -                     | -                     | -                              | -                              | -                              | -      | -      | 0     | 0     |
| 2011-2012             | Al-Kuwait               | D1                    | -           | -           | -                     | -                     | -                              | -                              | -                              | -      | -      | 0     | 0     |
| 2012-2013             | Al-Kuwait               | D1                    | -           | -           | -                     | -                     | -                              | -                              | -                              | -      | -      | 0     | 0     |
| 2013-2014             | Al-Kuwait               | D1                    | -           | -           | -                     | -                     | -                              | -                              | -                              | -      | -      | 0     | 0     |
| 2015                  | Intelli                 | D1                    | -           | -           | -                     | -                     | -                              | -                              | -                              | -      | -      | 0     | 0     |
| 2016                  | Florianópolis Futsal    | D1                    | 19          | 6           | -                     | -                     | -                              | -                              | -                              | -      | -      | 19    | 6     |
| 2017                  | Marreco Futsal          | D1                    | 14          | 4           | -                     | -                     | -                              | -                              | -                              | -      | -      | 14    | 4     |
| 2018                  | Marreco Futsal          | D1                    | 15          | 3           | -                     | -                     | -                              | -                              | -                              | -      | -      | 15    | 3     |
| 2018-2019             | Orchies Pévèle          | D2                    | -           | -           | -                     | -                     | -                              | -                              | -                              | -      | -      | 0     | 0     |
| 2019-2020             | Orchies Pévèle          | D1                    | 13          | 11          | 2                     | 2                     | -                              | -                              | -                              | -      | -      | 15    | 13    |
| 2020-2021             | Mouvaux Lille MF        | D1                    | 15          | 4           | -                     | -                     | -                              | -                              | -                              | -      | -      | 15    | 4     |
| 2021-2022             | Mouvaux Lille MF        | D1                    | -           | -           | -                     | -                     | -                              | -                              | -                              | -      | -      | 0     | 0     |
| Total sur la carrière | Total sur la carrière   | Total sur la carrière | 56          | 22          | 2                     | 2                     | -                              | -                              | -                              | 58     | 30     | 116   | 54    |

## Palmarès
Titulaire dans les plus grands clubs brésiliens, Guina remporte six ou sept titres de champion du Brésil, deux Ligues des champions sud-américaines, une victoire avec l’équipe nationale du Brésil en Copa América. Il est aussi champion du Koweït.
Avec Orchies puis Mouvaux, Guina termine deux championnats de France en deuxième position.
Plusieurs fois cité parmi les meilleurs joueurs du monde, il est désigné meilleur joueur de la coupe Lusophone disputée[Quand ?] à Lisbonne avec le Brésil.